# Удінська мова
Удінська мова (самоназва уди, ути) — мова народу удінів. Сфера розповсюдження: місто Огуз (раніше Верташен) Верташенського району і село Нідж Куткашенського району Азербайджану; село Зінобіані (раніше Октомвері) Кварельського району Грузії. Число мовців близько 10 тис. осіб. Мова є безписемною, але останнім часом надаються зусилля для створення письма. Вважається, що удінська мова була поширеною і вживалася на території Кавказької Албанії, на основі якої в 4 ст. виникло албанське письмо і сформувалася літературна мова.
Існують два діалекти удінської мови: ніджський і верташенсько-октомверійський (огузький). Розрізнення діалектів не перешкоджає їх взаєморозумінню, але в кожному з них наявна тенденція особистого розвитку, що пов’язана зі сферою навколишнього мовного середовища (грузинська мова для октомверійського, азербайджанська для верташенського і ніджського, вірменська для ніджського).
Удінська мова викладалась як рідна мова в початковій школі в 1930-х — 1940-х роках. З 1992 викладається в школах міста Огуз (Азербайджан).
Фонетика мови нараховує 11 голосних і 38 приголосних звуків. Наголос є силовим і припадає на останній склад. Довгота голосних теж відіграє велику роль в значеннях слів: эхне — говорить, э:хне — говорить безперервно; унекса — їсть, у:некса — їсть без кінця (ненаситно). Наявні фонетично необумовлені випадки чередування: буне — є, наявний (зроблений), бене — зробив, бине — робив (робив постійно), боне — зробиться, якщо…, бане — треба зробити. Кількість часів — 16. 10 основних відмінків (решта — місцеві).

## Отче наш (Удінською мовою)
Баба беши моноте бун гоьгил!
Барта ви цІи ивеъл. 
Барта арикъан ви пасчІагълугъ;
Барта бакъанки ви ихтІиар етаьрте гоьгил тІераьрал очъалал. 
ШІум беши лазумла тада йа гъе. 
Ваъ багъишламишба йа борджургъох беши тІетаьрал багъишламишйанбо борджлутІугъох. 
Ваъ ма байча йа синаьмишбесуна амма чхаркІестІа йах гьарса пис ашлахо. 
ШетІабахтІинте ви буне пасчІагълугъ ваъ зор ваъ шуькуьр гьаммаша, амин. 
Отче наш,  уд. Афири (Удінською мовою,ніджський діалект)
Ала бакала беш Бава!
Ви цІи иъвеълкъан баки,
Ви паччагълугъкъан гьари,
Ви аьйиткъан баки очъала,
Гьетаьр ки гоьйнуне.
Гъилугъ шІума йах гьар гъи тада.
Беш гуьнаххо йах багъишлаийнша,
Гьетаьр ки йан йах гуьнаьх балтІогъо
Багъишлайишйанбса.
Йах синаьмиш маба,
Шаьр шейтанахун аъхиълба
Чунки ви паччагълугъ, ви зор, ви цІи
Гьаьмишаьлугъе
Бавай, Гъаре, Иъвеъл уруфи цІийен
Аммен
Алфавіт 1974 р., на основі кирилиці, зі словника Ворошила Гукасяна:
| A   | Аъ | Аь | Б  | В  | Г | Гъ | Гь | Д  | Дж |
| ДжӀ | Дз | Е  | Ж  | ЖӀ | З | И  | Й  | К  | Ҝ  |
| КӀ  | Къ | Л  | М  | Н  | О | Оь | П  | ПӀ | Р  |
| С   | Т  | ТӀ | У  | Уь | Ф | Х  | Хъ | Ц  | Ц' |
| ЦӀ  | Ч  | Ч' | ЧӀ | Чъ | Ш | ШӀ | Ы  |    |    |

## Виноски
1. ↑  Текст молитви з вівтаря церкви Святого Єлисея, Нідж  (фотографія)[недоступне посилання]